# Baba Beaton
Barbara " Baba " Jessica Hardy Beaton (21 janvier 1912 - 18 mars 1973) est une mondaine anglaise qui, avec sa sœur Nancy Beaton (en), est connue comme l'une des Beaton Sisters, et est incluse dans The Book of Beauty par leur frère, Cecil Beaton .

## Biographie
Barbara "Baba" Jessica Hardy Beaton est née le 21 janvier 1912 à Londres, fille d'Ernest Walter Hardy Beaton (1867–1936), un marchand de bois de Hampstead  et d'Esther "Etty" Sisson (1872–1962). Son grand-père paternel est Walter Hardy Beaton (1841–1904), fondateur de l'entreprise familiale "Beaton Brothers Timber Merchants and Agents" .

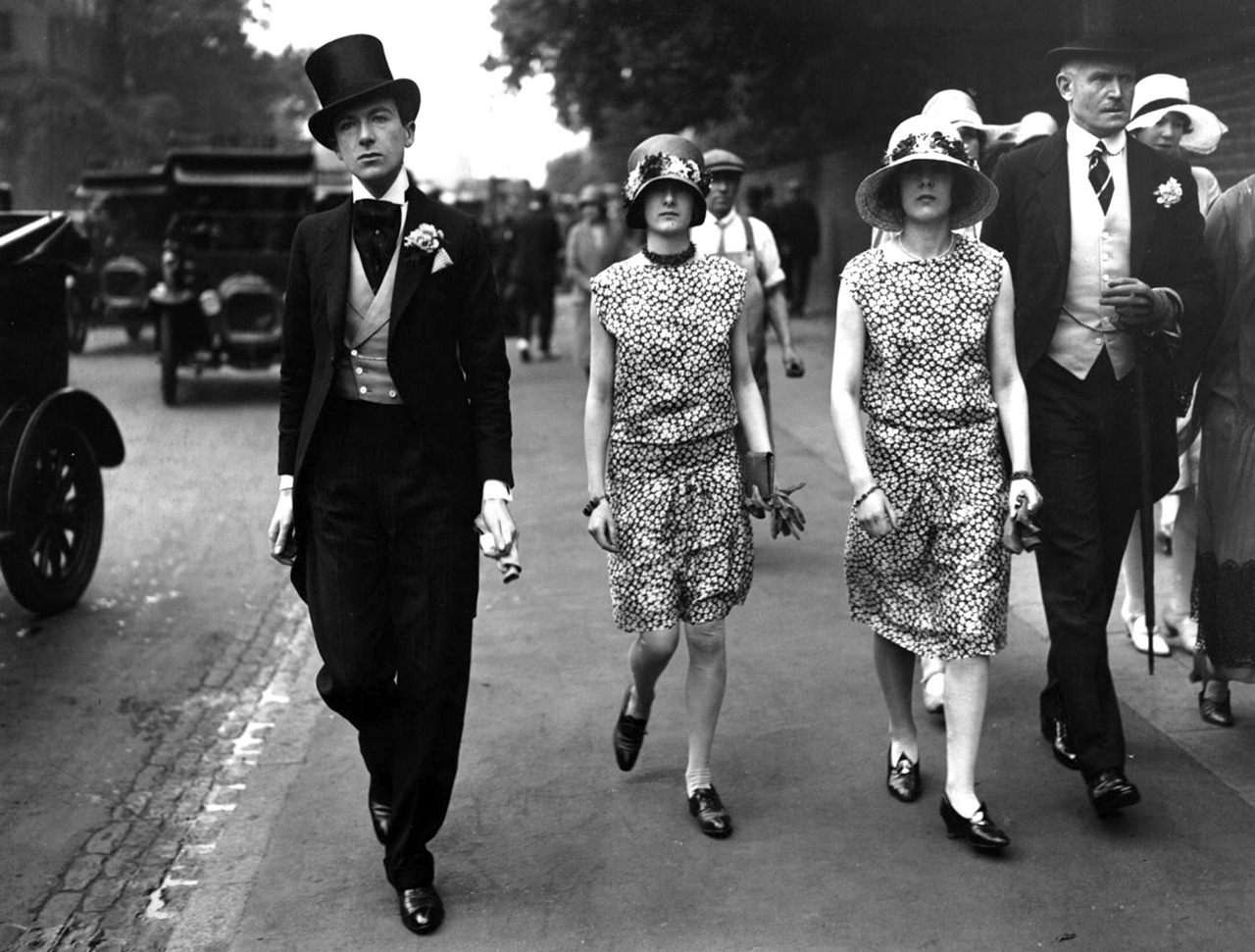
Cecil Beaton et ses sœurs Nancy et Barbara

Baba est l'un des premiers modèles de son frère Cecil ,. Une célèbre photo de 1920 de Cecil Beaton représente Baba Beaton, Wanda Baillie-Hamilton et Lady Bridget Poulett . Selon son frère Cecil Beaton dans The Book of Beauty (1930) : « Baba est trop sage pour être jeune et a le repos de la sculpture archaïque. Elle ressemble à un tableau de Giotto avec ses traits classiques et ses cheveux mous comme ceux d'une page médiévale, et bien qu'elle soit de petite taille, avec de petits seins pointus, sa petite silhouette est si allongée que, sur elle, les matières tombent en plis verticaux comme les cannelures. sur une colonne grecque. Je ne savais pas que quelqu'un pouvait avoir l'air aussi lyrique dans un maillot de bain qu'elle. Je regarde beaucoup, regardant les lumières variables du jour et de la nuit sur eux. Je vois de nouvelles qualités insoupçonnées chez Baba alors qu'elle s'assoit contre la lampe ou à la lumière du feu." .
En mai 1930, Baba Beaton est présentée à la cour comme une débutante .
En juin 1932, Baba Beaton, avec Lady Bridget Poulett, Lady Patricia Moore, Jeanne Stourton, Molly Vaughan, Katherine Horlick, Margaret Livingstone-Learmonth et Priscilla Weigall, considérées parmi les plus belles débutantes de 1932, sont censées être les demoiselles d'honneur au mariage de Miss Margaret Whigham avec Charles Greville (7e comte de Warwick), mais les fiançailles sont rompues en avril . À la fin, elle est la demoiselle d'honneur lorsque Whigham épouse Charles Sweeney, un golfeur américain .

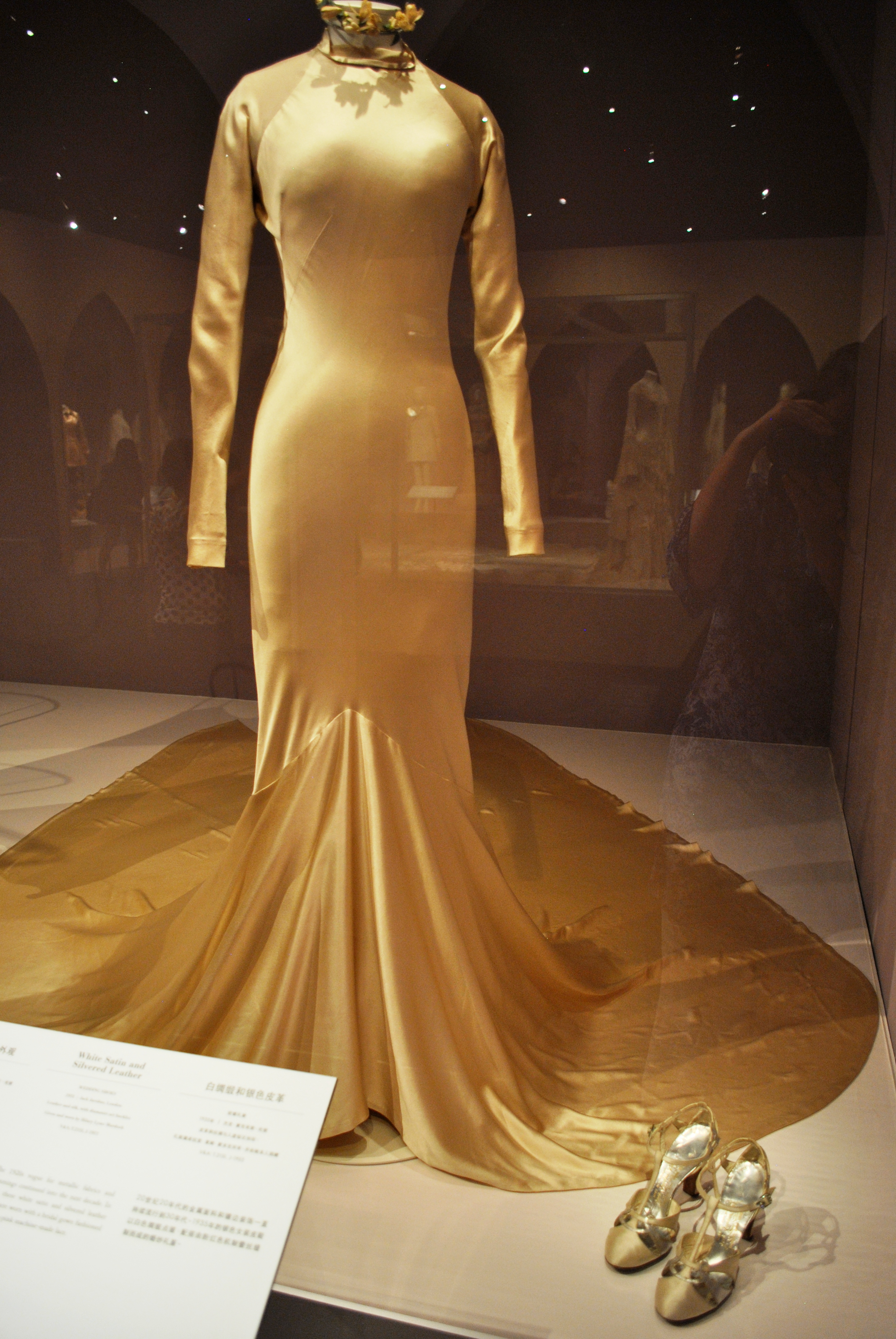
Robe de mariée avec tour de cou fleur d'oranger, 1934, pour Baba Beaton. Musée V&A

Le 6 novembre 1934, elle épouse le major Alec Hambro (7 juillet 1910 - 8 août 1943), le fils d'Angus Valdimar Hambro, député de North Dorset Divn, Et de Rosamund Maud Kearsley, de Blandford, Dorsetshire. La robe de mariée de Baba Beaton est conçue par Charles James, une interprétation très moderne de la robe de mariée blanche, avec un décolleté relevé et une traîne divisée .
Baba et Alec ont deux filles, Alexandra, née le 5 août 1935 (aujourd'hui Mme Michael Lamb), et Rosamund, née le 27 septembre 1939 (aujourd'hui Lady Gladstone), mariée à William Gladstone (7e baronnet).
En 1934, George Spencer Watson prend le portrait, "Baba" Beaton, Mrs. Alec Hambro.
Alec Hambro est tué au combat pendant la Seconde Guerre mondiale, alors qu'il sert dans le Corps de reconnaissance. Il est enterré au cimetière de guerre de Tripoli et un mémorial se trouve à l'abbaye de Milton dans le Dorset. Baba Beaton est décédé le 18 mars 1973 à Hawarden, Flintshire, Pays de Galles.